# Finn Kjærsdam
Mogens Finn Kjærsdam (født 25. november 1943 i Roskilde) er en dansk landinspektør (cand.geom.), professor i byplanlægning og forhenværende rektor for Aalborg Universitet fra 2005 til 2014.

## Opvækst og uddannelse
Mogens Finn Kjærsdam er født i 1943 i Roskilde, og er søn af vaskeri- og renseriejer Evald Kjærsdam (1916‒2005) og Fanny Ruth Kjærsdam (1918‒1979). Efter krigen flyttede familien til Køge og åbnede et vaskeri. Kjærsdam blev matematisk-naturfaglig student fra Roskilde Katedralskole i 1963. 
Efter studentereksamen begyndte Kjærsdam på landinspektøruddannelsen ved Den kongelige Veterinær- og Landbohøjskole på Frederiksberg, hvorfra han dimitterede fra i 1969. Efter et år ved en praktiserende landinspektør vendte Kjærsdam tilbage til Landbohøjskolen og blev i 1974 ph.d. i byplanlægning.

## Karriere
Efterfølgende blev Kjærsdam ansat ved Landbohøjskolen som adjunkt og senere lektor i byplanlægning. I forbindelse med oprettelsen af Aalborg Universitetscenter (AUC) i 1975, og udflytningen af landinspektøruddannelsen hertil, blev Kjærsdam lektor i byplanlægning i Aalborg, hvor han senere blev valgt som institutleder for Institut for Samfundsudvikling og Planlægning.
I 1980'erne var Kjærsdam seniorstipendiat ved Det Nordiske Institut for Samfundsplanlægning (NORDPLAN) i Stockholm, hvor han gennemførte en forskeruddannelse og i 1985 kunne forsvare sin doktorafhandling og blev tildelt titlen dr.techn.
Kjærsdam blev i 1988 udnævnt som professor ved Aalborg Universitet og blev efterfølgende dekan for det teknisk-naturvidenskabelige fakultet i 17 år. Kjærsdam gennemførte en videreuddannelse i universitetsledelse ved Harvard. I 2005 overtog Kjærsdam posten som rektor fra forgængeren Jørgen Østergaard. Kjærsdam var rektor frem til 2014, hvor han blev afløst af Per Michael Johansen. Han er nu professor emeritus.

## Udmærkelser
- 2014: Æresdoktor ved Universitetet i Stavanger, Norge.[7]
- 2017: Medlem af Agder Vitenskapsakademi, Kristianssand, Norge.[8]
- 1997: Ridder og 2014: kommandør af Dannebrog.[9]